# Deejay
Ein Deejay [ˈdiːdʒeɪ] ist in der jamaikanischen Soundsystem-Musik ein Sprechgesangskünstler, ähnlich dem Rapper in der Hip-Hop-Musik. Deejays unterlegen Reggae-Instrumentalstücke (Riddims) mit Sprechgesang (Toasting). Der Begriff des jamaikanischen Deejays ist somit nicht identisch mit dem des DJs, also des Plattenauflegers. Diese Rolle übernimmt in einem Soundsystem der Selector.

## Geschichte
Ursprünglich war der Deejay eine Art Moderator eines Soundsystems, der einzelne Lieder ankündigte oder das Publikum animierte. So sind die frühen Deejay-Aufnahmen auch in vielen Fällen nichts weiter als ein über ein Reggae-Instrumental gesprochener Text. Mit der Zeit entwickelte sich daraus eine eigene Kunstform, die auch als Vorläufer des US-amerikanischen Rap gilt.
Als Singjay werden auf Grund ihres melodischen Stils oft auch solche Deejays bezeichnet, die während ihres Vortrages oft zwischen Sprechgesang und eigentlichem Singen schwanken. Vertreter dieses Stils ist zum Beispiel Sizzla.